# Federico Longo
Federico Longo (Roma, 15 gennaio 1972) è un direttore d'orchestra e compositore italiano.

## Biografia
Federico Longo è un musicista attivo sia come compositore e pianista che come direttore d'orchestra.
L’opera musicale VIBR.ID di Federico Longo è esposta in forma permanente nella Galleria Borghese di Roma divenendo, quindi, la prima opera musicale esposta in forma permanente in un museo di tale prestigio.
Nel 2021 infatti, il Museo Galleria Borghese di Roma, riprendendo una tradizione interrotta da circa 300 anni, dai tempi del Cardinale Scipione Borghese,  ha commissionato a Federico Longo la composizione di un'opera musicale site specific. Sona nate dunque VIBR.ID, dedicata al piano terreno, dove si trovano principalmente le sculture, e, successivamente, CHROMOLOGHIA, dedicata al piano superiore caratterizzato dai dipinti. Entrambi le opere sono state repertoriate dalla Galleria Borghese di Roma e installate attraverso la realtà aumentata.
Il 21 giugno 2022,  all'interno della stessa Galleria Borghese di Roma, è stata presentata live l'opera VIBR.ID, venendo eseguita da Anna Fedorova (pianoforte), Alessandro Carbonare (clarinetto), Sandro Laffranchini (violoncello) e Federico Mondelci (sassofono). Mentre l’opera CHROMOLOGHIA, per coro, orchestra e violoncello solista è stata presentata live nel marzo 2023, sempre all’interno di Galleria Borghese di Roma.
Nel giugno 2020 ha realizzato a Cremona l'evento Notte di Luce, nel quale, in qualità di compositore e direttore d'orchestra ha eseguito la sua musica con l'Orchestra Filarmonica Italiana e solisti quali: Alessandro Carbonare (clarinetto), Carlo Guaitoli (pianoforte) e Clarissa Bevilacqua (violino). L'evento è stato trasmesso integralmente da Rai 1.
Concatenation è il suo terzo album che succede a L’arte del volo e La vena giusta del cristallo, album quest'ultimo che ha riscosso un notevole successo di pubblico e di critica ( "Compostezza e amabilità espressive. l'interprete autore si affida alla naturale architettura dell'articolazione pianistica con melodie garbate"  Angelo Foletto, La Repubblica, 23 febbraio 2014).
Sempre come compositore e pianista sta svolgendo un'intensa attività concertistica che lo ha portato ad esibirsi in importanti sale come l’Auditorium “Parco della Musica” di Roma e l’Auditorium “Giovanni Arvedi" nel Museo del Violino di Cremona ed a compiere diverse tournée negli Usa tra cui: nel 2016 (Washington e Maryland)  e nel 2018 (New York e Connecticut), nel 2022 (Pennsylvania e Maryland).
Nel 2022 ha inventato il LogoSound che per primo è stato commissionato e adottato da Galleria Borghese di Roma,
La sua musica è edita da Valle Giovanni Edizioni Musicali in Europa e da ApplausoUS in USA.
Come direttore d’orchestra, dopo i debutti alla Philharmonie di Berlino e all’Opera House di Sydney che hanno segnato l’inizio della sua carriera internazionale, risulta fondamentale il rapporto con la Germania dove, oltre ad aver realizzato numerose produzioni liriche e sinfoniche,  ha diretto stabilmente l’orchestra Kammerphilharmonie Berlin - Brandenburg di Berlino. Sempre in Germania è stato diverse volte ospite al Festival Rossini in Wildbad realizzando per l’etichetta Naxos la prima registrazione assoluta de Il Vespro Siciliano di P. J. von Lindpeintner uscita nel 2018.
L'attività direttoriale di Federico Longo vanta affermazioni importanti sui podi delle maggiori compagini orchestrali del mondo: dalla Sydney Symphony Orchestra alla Philharmonie di Berlino, dalle orchestre italiane del Teatro dell’Opera di Roma, del Carlo Felice di Genova e del Teatro Comunale di Bologna alla Melbourne Symphony Orchestra.
Nel 2009, a riconoscimento della sua attività internazionale di direttore d'orchestra e compositore, è stato insignito dal Presidente della Repubblica Cavaliere dell'Ordine al merito della Repubblica Italiana.

## Discografia
- W. A. Mozart - KlavierKonzert nº 20 (K. 466) und nº 23 (K. 491), CD (Marc Aurel Edition, 2002)
- C. P. E. Bach - Klavierkonzert Wq 23 H 427 CD (Genuin Edition, 2006)
- C. P. E. Bach - Klavierkonzert Wq 26 H 430 CD (Genuin Edition, 2008)
- F. Longo - La vena giusta del cristallo CD (Ottododici Edizioni Musicali, 2013)
- F. Longo - L'arte del volo CD (Ottododici Edizioni Musicali - Vallegiovanni Edizioni 2015)
- F. Longo - Concatenation CD (ApplausoUS - Valle Giovanni Edizioni Musicali 2018)
- P. J. von Lindpaintner - Il vespro siciliano (Naxos 2018)
- Duo Octo Cordae - Insinkro (Farlelive 2020)
- F. Longo - Notte di Luce - (Ottododici 2020)
- F. Longo - From Silence To Silence (2021)